# منطقة تسومادينسكي
منطقة تسومادينسكي (بالروسية: Цумади́нский райо́н)‏؛ (بالأوارية: Цӏумада мухъ)‏ هي منطقة إدارية وبلدية (رايون)، واحدة من واحد وأربعين مقاطعة في جمهورية داغستان، روسيا. تقع في غرب الجمهورية. مساحة المنطقة 1,100 كيلومتر مربع (420 ميل2). المركز الإداري لها هو المنطقة الريفية من أغفالي. اعتبارًا من تعداد 2010، كان إجمالي عدد سكان المنطقة 23،345، حيث يمثل عدد سكان أغفالي 10.5% من هذا العدد.